# بيني براون
بيني براون (بالإنجليزية: Benny Brown)‏ هو عداء سريع أمريكي، ولد في 27 سبتمبر 1953 في سان فرانسيسكو في الولايات المتحدة، وتوفي في 1 فبراير 1996 في أونتاريو في الولايات المتحدة بسبب حادث مرور.

## وصلات خارجية
- بيني براون على موقع أوليمبيديا (الإنجليزية)